# Trifurcula alypella
Trifurcula alypella là một loài bướm đêm thuộc họ Nepticulidae. Loài này có ở mainland Tây Ban Nha, Mallorca và Pháp.
The habitat consists of warm limestone areas.
Sải cánh dài 4.75–5 mm.
Ấu trùng ăn Globularia alypum. The mine the leaves of their host plant. 